# Інститут науково-технічної інформації
Інститут науково-технічної інформації (фр. Institut de l'information scientifique et technique, Inist) — це підрозділ служби національного Центру наукових досліджень (CNRS), що знаходиться у Вандевр-ле-Нансі (Франція). Його завданням є полегшення доступ до результатів, що випливають з різних галузей глобальних досліджень, розвиток наукового виробництва та підтримка суб'єктів вищої освіти і наукових досліджень в їх підході.

## Документальний фонд
В Inist є документальна колекція, що охоплює більшість міжнародної літератури в галузі науки, техніки, медицини, гуманітарних наук, соціальних наук та економіки. У ньому понад 26 000 періодичних видань, включаючи 75 000 наукових доповідей, 115 000 доповідей з французьких та міжнародних конгресів, 125 000 французьких дисертацій в науці та техніці, що підтримуються у Франції з 1985 року та 10 000 книг.